# Ставруш Месаров
Ставруш Иванов Месаров е български революционер, деец на Вътрешната македонска революционна организация.

## Биография
Месаров е роден през 1890 година в радовишкото село Подареш, тогава в Османската империя в семейството на войводата на ВМОРО Иван Месаров. Завършва прогимназиално образование. Става член на ВМРО и след 1920 година е четник на Георги Въндев. Член е на нелегална куриерска група. В 1925 година е войвода в Малешево, а от 1925 година - в Радовишко, като е начело и на специална група от 7 души. Присъства на Седмия конгрес на ВМРО през юли 1928 година.